# Études en sciences de l'information en Suisse
En Suisse, la formation en information documentaire (I+D) est organisée au niveau national depuis la fin des années 1990.

## Historique
Pendant longtemps, la formation des professionnels suisses était organisée de manière très hétéroclite et sanctionnée de diplômes aux valeurs diverses. S'il existe des écoles de bibliothécaires depuis le début du XXe s. (par exemple l'École de bibliothécaires de Genève créée en 1918), les archivistes se sont souvent formés empiriquement sur le tas après une formation initiale en histoire, droit, économie ou informatique ou alors allaient se former à l'étranger (École des chartes, Institut de Marbourg).
Par ailleurs, les associations professionnelles du pays - en particulier l'Association des archivistes suisses (AAS), l’Association des bibliothèques et bibliothécaires suisses (de) (BBS) et l’Association suisse de documentation (ASD) - ont toujours joué un rôle actif dans la formation continue de leurs membres.
Une première formation polyvalente en bibliothéconomie, documentation et archivistique est mise sur pied en 1990 à Genève au sein d'une nouvelle École supérieure d’information documentaire (ESID), rattachée à l’Institut d’études sociales (IES),.
Lorsqu'en 1993, le Conseil fédéral annonce sa volonté de réorganiser la formation professionnelle et de la revaloriser en créant de nouvelles écoles professionnelles de niveau universitaire - les Hautes écoles spécialisées ou HES -, les associations professionnelles, l'École d'ingénieurs de Coire, l'ESID de Genève et des représentants du Canton de Lucerne se réunissent pour structurer les futures formations nationales en information documentaire et prévoir les futurs titres reconnus par la Confédération.
Le nouveau système entre en vigueur en 1998 dans les différentes régions linguistiques du pays avec la formation d’assistants en information documentaire (apprentissage sanctionné par un CFC) et de spécialistes HES en information documentaire (Bachelor). Deux hautes écoles spécialisées ont été retenues pour délivrer les diplômes supérieurs : la Haute École de gestion de Genève, dont la filière en information documentaire est l'héritière de l'ESID, et l'Université Technique et Économique de Coire pour la formation en allemand.
Par ailleurs, des études postgrade sont également prévues dans le nouveau système, mais appliquées quelques années plus tard.
Pour assurer le suivi des formations, les associations se sont réunies au sein de la Délégation à la formation information + documentation.

## Structure du système de formation
Le système s'articule sur trois piliers :
- une formation initiale au niveau secondaire II : apprentissage d'« agent en information documentaire[8] »
- une formation initiale dans les hautes écoles spécialisées de « spécialiste en information documentaire »
- des formations continues dans les hautes écoles.

### Niveau secondaire II
Au niveau secondaire II, une formation professionnelle initiale forme des assistants, puis des agents en information documentaire (AID), sanctionnée par un certificat fédéral de capacité (CFC). Entre 1998 et 2011, le titre obtenu était celui d'assistant en information documentaire. À partir de 2012, le titre obtenu est celui d'agent en information documentaire. Les deux titres sont équivalents. L'apprentissage dure trois ans, la partie pratique s'effectue au sein de l'entreprise formatrice et la partie théorique en école professionnelle. Des cours interentreprises complètent la formation.
En Suisse romande, la formation théorique en école est dispensée dans trois écoles.
- L'École professionnelle commerciale de Lausanne
- L'École de commerce Nicolas-Bouvier
- L'École commerciale professionnelle de Bienne, BFB - Bildung Formation

En Suisse alémanique, la formation théorique en école est dispensée par deux écoles, la Gewerblich-Industrielle Berufsschule Bern (GIBB) et l'Allgemeine Berufsschule Zürich (ABZ). Au Tessin, c'est le Centro professionale commerciale (CPC) qui dispense la formation théorique aux apprenants.

### Niveau tertiaire
Au niveau tertiaire, des formations, de base ou continue, sont proposées par les hautes écoles spécialisées ou par des universités,.
Il existe deux hautes écoles spécialisées dans le domaine des sciences de l'information et de la documentation, l'une dans la partie francophone et l'autre dans la partie alémanique de la Suisse.
- La Haute École de gestion de Genève, filière information documentaire, située à Carouge (canton de Genève). Elle délivre un bachelor[14] ainsi qu'un master[15] en information documentaire. Elle propose également des formations continues[16].
- L'Université Technique et Économique de Coire (Hochschule für Technik und Wirtschaft Chur), filière sciences de l'information (Informationswissenschaft), située à Coire (canton des Grisons). Elle débouche sur l'obtention d'un bachelor ainsi qu'un master en information documentaire.

D'autres institutions proposent des diplômes d'études postgrades (Certificate of Advanced Studies et Master of Advanced Studies) :
- Universités de Berne et de Lausanne : Certificate of Advanced Studies in Archival, Library and Information Science (CAS ALIS) et Master of Advanced Studies in Archival, Library and Information Science (MAS ALIS)[17]
- Université de Fribourg : Certificat de formation continue en gestion de documentation et de bibliothèque ;
- Bibliothèque centrale de Zurich ;
- Fachhochschule Nordwestschweiz (de), Hochschule für Wirtschaft, Olten.